# Stazione di Ikenoue
La stazione di Ikenoue (池ノ上駅?, Ikenoue-eki) è una stazione ferroviaria di Tokyo, situata nel quartiere di Setagaya, a 2,4 km di distanza dal capolinea di Shibuya.

## Linee
- Keiō Corporation
  - ● Linea Keiō Inokashira

## Struttura
La stazione è dotata di 2 binari con una banchina a isola centrale, e il corpo di stazione è al piano superiore.
| 1-2 | ■ Linea Inokashira | per Shimo-Kitazawa, Meidaimae, Eifukuchō, stazione di Kichijōji |
| 3-4 | ■ Linea Inokashira | per Komaba-Tōdaimae e Shibuya                                   |

## Stazioni adiacenti
| «                       | Servizio                | »                       |
| Linea Inokashira (IN04) | Linea Inokashira (IN04) | Linea Inokashira (IN04) |
| ----------------------- | ----------------------- | ----------------------- |
| Komaba-Tōdaimae         | Locale                  | Shimo-Kitazawa          |
| L'Espresso non ferma    |                         |                         |